# 錢屋
錢屋（ぜにや、新字体：銭屋）は、歌舞伎役者の屋号。
由来は不詳。
錢屋の代表的な名跡には以下のものがある。なお参考までに定紋も併せて記した。
| 屋号        | 名跡                             | 定紋        | 定紋 |
| ----------- | -------------------------------- | ----------- | ---- |
| ぜにや 錢屋 | あさお ためじゅうろう 淺尾爲十郎 | こづち 木槌 |      |
| ぜにや 錢屋 | あさお おくやま 淺尾奧山         | こづち 木槌 |      |